# Bulbophyllum chlororhopalon
Bulbophyllum chlororhopalon là một loài phong lan thuộc chi Bulbophyllum.